# سیارک ۲۰۷۹۴
سیارک ۲۰۷۹۴ (به انگلیسی: 20794 Ryanolson، نامگذاری:2000SD161) بیست هزار و هفتصد و نود و چهارمین سیارک کشف شده‌است که در ۲۷ سپتامبر ۲۰۰۰ کشف شد.
قدر مطلق سیارک برابر ۱۱.۷ است.